# REDD+ na Amazônia
REDD+ na Amazônia é, de forma simplificada, o projeto de Redução de Emissões por Desmatamento e Degradação Ambiental no território da Amazônia, visto que o desmatamento na Floresta Amazônica constitui a maior parte das emissões brutas de Gases do Efeito Estufa (GEE) por alterações de uso da terra; segundo dados publicados na Agência Brasil e fornecidos pelo Instituto de Pesquisa Ambiental da Amazônia (IMPA). Em outras palavras, emissões brutas correspondem a todas as formas de liberação de um gás, mas não contam com absorções. A maior parte delas (92%) provém das alterações do uso da terra, e essas alterações são, em grande quantidade, ações de remoção da cobertura vegetal nativa do bioma amazônico.
O REDD tem mais de uma década desde sua elaboração, embora sem o símbolo "+" ao seu lado. Inicialmente, o objetivo envolvia cumprir com princípios fundamentais da Convenção-Quadro das Nações Unidas sobre o Clima, que regem permanentemente o rumo das Conferências das Partes (COP). Afinal, da Convenção-Quadro das Nações Unidas sobre o clima originou-se o segundo nome para o encontro das partes: Conferência das Nações Unidas sobre as Mudanças Climáticas. Na Convenção-Quadro das Nações Unidas, prescreve-se o conceito de "responsabilidades comuns, mas diferenciadas", conforme o qual os países desenvolvidos emitiram maior lançamento de gases de efeito estufa no passado, durante a Revolução Industrial, portanto, deveriam arcar com responsabilidades proporcionais aos seus lançamentos. Por conseguinte, o REED estava destinado a ser pago por países desenvolvidos, para ajudar os países emergentes e para reduzir a quantidade de carbono emitida mundialmente—duas esferas ligadas.
Logo, o REDD+ não só pode ser definido como um mecanismo redutor de emissões advindas do desmatamento e degradação das florestas, como também é possível entendê-lo por uma arquitetura que torna factível o cumprimento da Convenção-Quadro das Nações Unidas sobre Mudanças Climáticas (CQNUMC, ou no inglês, UFCCC) através do financiamento das florestas dos países menos desenvolvidos. Isso ocorre por um sistema de "pagamento por resultado"; ou seja, o REDD+  é uma doação do ponto de vista que não se exige dinheiro dos países em desenvolvimento receptores das contribuições, porém o REDD+ exige obrigações de ambas as partes, pois os países receptores estão sendo pagos por resultado. Em síntese, o símbolo "+" ao lado significa o acréscimo de novas ações à proposta, além de combater ao desmatamento e à degradação. Desse modo, o REDD+ é uma extensão do REDD, e a Amazônia é apenas o local de atuação das políticas financiadas.
À medida que as Conferências das Partes tem aumentado o número de discursões sobre financiamento climático, a REDD+ vem tornando-se um tema mais frequente. Para Marina Silva, a Ministra do Meio Ambiente e Mudanças climáticas brasileira, a adoção do Fundo Amazônia pelos Estados Unidos impulsiona a adesão de vários outros países a mecanismos de financiamento da REDD+, um deles o Fundo Amazônia. Tais temas: "Financiamento climático para países em desenvolvimento" bem como "Redução de emissões de gases de efeito estufa." aparecem nos principais temas definidos para a próxima Conferência das Nações Unidas sobre a mudança climática, a COP 30 em Belém do Pará. Do mesmo modo que Marina, Luiz Inácio Lula da Silva já se mostrou esperançoso para as negociações futuras. O atual presidente do Brasil denominou a Conferência de Belém a "COP da Virada" durante a última reunião do grupo G20.

## Modos de Financiamento para Amazônia
Existem dois fundos de financiamento para a Amazônia incluídos no REDD+:
1. Fundo Verde do Clima
2. Fundo Amazônia

A decisão 9/ COP. 19 reconhece o papel do Fundo Verde do Clima para a distribuição de recursos aos países em desenvolvimento que implementam ações previstas no REDD+. Por outro lado, se o Fundo Verde tem importância internacional reconhecida pela COP, o Fundo Amazônia tem-na no Brasil. Apesar de ambas colaborarem para a manutenção da maior floresta tropical na América do Sul.

### Fundo Verde para o Clima
O Fundo Verde para o Clima (GCF, pela nomenclatura em inglês para Green Climate Fund) foi proposto pela primeira vez em 2009, na COP 15 em Copenhague. No ano de 2010, ele foi oficialmente criado, como parte da Conferência de Cancún no México, sendo aplicado oficialmente no ano de 2015, após o Acordo de Paris. O primeiro ano da atuação do Fundo Verde arrecadou mais de um bilhão de dólares, e elaborou mais de 100 projetos até o ano de 2019. No tempo presente, o Green Climate Fund é o maior acordo para fundos climáticos em escala global, priorizando países pouco desenvolvidos, países insulares e países africanos, por meio dos incentivos concedidos a empresas privadas das ilhas insulares ou de países da África interessados em investimento para financiamento.
Ademais, o Fundo econômico pretende lidar com a esfera socioambiental, pois se propõe a ajudar países em desenvolvimento tanto na redução de carbono quanto na adaptação climática. Como enquadrados dentro dos países em desenvolvimento, os brasileiros também se beneficiam desse fundo, mas por ser uma política em larga escala, o dinheiro incumbido ao Brasil pelo Fundo Amazônia sobrepõe-se ao dinheiro oferecido pelo GCF. Entretanto, quaisquer dos meios de entrada chegam à Floresta Amazônica. O Fundo Verde para o Clima no território nacional deu raiz ao Projeto Florestas+Amazônia, o qual apoia técnico e financeiramente a outros projetos. Por exemplo, em Novembro de 2024, Florestas+Amazônia recebeu cem milhões de reais na totalidade para conservar a Amazônia ou apoiar políticas de controle de desmatamento, então, parte do dinheiro recebido foi doado a um subprojeto nomeado Municípios. Assim qual sugerido pelo nome, o projeto Municípios pretende fiscalizar setenta municípios registrados em 2022 como focos de desmatamento; em troca, os municípios que aceitarem a fiscalização e aderirem ao programa receberão Pagamentos por Serviços Ambientais (PSA).
Neste viés, em terreno nacional, o Fundo Verde complementa ações para Amazônia, embora não estejam restritos a essa função. Paralelamente, nas nações extremamente vulneráveis, o Fundo recebe o encargo de mediador das políticas de desenvolvimento com a ambição do desenvolvimento sustentável. Esta é a principal pauta do Fundo Verde para o Clima, o encaminhamento dos recursos dos países com maior poder aquisitivo para os países mais necessitados em relação aos problemas climáticos. Em seu site oficial, o Green Climate Fund detalha os caminhos no objetivo da "baixa emissão e resiliência climática"; dentre eles, investimentos em novos modelos de tecnologia, integração desenvolvimentista-ambiental, além do supracitado incentivo aos investimentos de empresas privadas dos países necessitados em questão.

### Fundo Amazônia
Os meios de financiamento englobados na REDD+ podem vir de investimentos no GFC, no Fundo Amazônia, ou diretamente de países desenvolvidos para com países em desenvolvimento, neste último caso formou-se o Fundo Amazônia. Em 2008, o Brasil tentara levar a proposta do Fundo Amazônico em nível internacional, mas devido à falta de uma resposta rápida pela UFCCC, a Noruega consentiu a aprovação do Fundo e o Governo do Brasil recebeu bem a proposta. Dessa forma, o Fundo Amazônia concretizou-se, ainda que num acordo bilateral.
Pouco tempo depois, à modelo da Noruega, a Alemanha igualmente fez um acordo bilateral com o Brasil, com fim previsto para 2020; desse jeito, pela entrada de cada vez mais países ou pela indicação do querer participar, o Fundo Amazônia virou um projeto internacional. A partir da fiscalização das terras, até o financiamento de empresas informativas sobre conteúdo ambiental, o Fundo Amazônia passa por vários setores, porém uma das mais atuantes contribuições dá-se sob a regularização fundiária nas áreas rurais. Apesar do nome, o Fundo não atua somente na área do bioma tropical úmido, cerca de vinte por cento dos recursos totais podem ser utilizados na preservação de outras vegetações nativas do Brasil; além disso, o Fundo Amazônia desenvolve centros fora do país brasileiro, em países fronteiriços na América do Sul e os demais que contém parte da Floresta Amazônica no domínio geográfico, tais quais Bolívia, Colômbia, Suriname, Peru, entre outros.
No ano de 2019, os dados de desmatamento no Brasil apontavam para um crescimento enorme comparado aos anos anteriores. Portanto, o Brasil estaria descumprindo o que lhe cabe no acordo, por assim dizer, as políticas de "prestação de contas do REDD+". Posto que os países desenvolvidos pagam por resultados nas áreas de desmatamento e degradação sem reembolso do dinheiro, os países em desenvolvimento devem retornar sistemas de informação e sumários sobre a aplicação do dinheiro. Outrossim, o Fundo Amazônia é o órgão referente à recepção financeira e ao retorno técnico das medidas elaboradas a partir do órgão de fornecimento do dinheiro, sediado no país desenvolvido. Em suma, os países desenvolvidos precisam corroborar a fiscalização dos resultados, assim, existe para quase toda política no Fundo uma salvaguarda abrangente. Então, visto o rompimento do estabelecido, a Alemanha congelou os cheques para o Brasil por meio do Fundo Amazônia; em seguida foi a vez da Noruega, trilhando os mesmos passos. A situação teve fim com o anúncio alemão da volta do financiamento a contar do ano de 2023, novamente, a Noruega volta adiante. Em 2023-2024 vários países doaram ou, ao menos, indicaram desejo de entrar no Fundo Amazônia.

### Diferenças Fundo Amazônia X Fundo Verde
Ainda que tenham semelhanças, existem mais diferenças entre os dois tratados financeiros. Primeiramente, o Fundo Amazônia direciona parte do dinheiro recebido para a resolução do conflito de regularização de terras, visando o acesso ao desenvolvimento sustentável e conservação da floresta. Não raramente, terras desocupadas há algum tempo, ou desabitadas, oportunizam os grileiros a tomarem posse por estratégias ilegais, como a falsificação de documentos. Consequentemente, perdem-se áreas que estariam sendo manejadas de um modo sustentável por ribeirinhos, quilombolas e castanheiros. Por outro lado, o Fundo Verde vem, mais precisamente, para fiscalizar e favorecer a contribuição estadual.
A segunda diferença estaria na quantidade de dinheiro concebida a cada uma. Mais uma vez, retoma-se o exemplo do projeto Floresta+Amazônia; o orçamento dividido para dois meios de implantação contava com um total de cem milhões de reais. Na mesma ocasião, o orçamento conquistado pelo  Fundo Amazônia chegou aos seiscentos milhões, um número correspondente a um aumento de mais de cem por cento no valor do Fundo Verde. Contudo, vale ressaltar a meta do FCG de reservar nove vírgula seis milhões de dólares até 2028.
O Fundo Amazônia tem origens diferentes em relação ao GCF, que implicam finalidades distintas para os dois fundos. Por ter sido elaborado apenas para a Amazônia Legal, o Fundo Amazônia delimita o investimento do dinheiro para áreas da América Latina no Sul do continente americano. Dessa maneira, a abrangência das áreas atingidas é bem menor, quando comparada ao Fundo Verde, maior fundo internacional do clima. No entanto, surge mais uma diferença das criações: o Fundo Amazônia nunca pretendeu ter amplitude mundial, nesse caso, não cabe pensar o Fundo amazônico como um projeto incompleto.
Por último, as ações do Fundo Verde tem maior ênfase nas adaptações às mudanças climáticas, especialmente na parte social, já para o Fundo Amazônia a parte social aparece como um meio para obtenção dos resultados climáticos esperados, posto que as comunidades ajudadas são aquelas tradicionais da Amazônia e as cidades recebem dinheiro para colaborar com ações de mitigação. A aplicação dessas medidas socioambientais pelas duas partes está prevista pelo símbolo "+", tornando-as atitudes legais de uso do financiamento.

## Elaboração de Pedidos de Financiamento para o REDD+
Ainda que o REDD tenha se tornado um conceito difundido em momento anterior, só na Conferência das Partes em Varsóvia (COP 19) o plano ganhou meios de solidificação. Esse feito ficou conhecido por "Marco de Varsóvia", uma série de medidas sobre aplicação de mecanismos de financiamento e institucionalização. Da decisão nove até a decisão quinze, explicitam-se os requisitos para que as redução das emissões vindas de desmatamento e degradação sejam reconhecidas mundialmente.
A primeira das requisições para se elaborar um pedido, traduz-se no desenvolvimento de uma Contribuição Nacionalmente Determinada (NDC). Isto é, para o funcionamento do REDD+, cada país precisa mandar um documento comparando os níveis de carbono de uma determinada data com níveis de carbono mais recentes, reduzidos. O objetivo dos países em desenvolvimento na comparação dos níveis do antes e depois seria mostrar a capacidade das suas florestas em mitigarem ações climáticas através da redução medida em toneladas de dióxido de carbono. Logo, para que se planeje um primeiro pedido de financiamento ao REDD+, é natural que os países em desenvolvimento como o Brasil adotem previamente políticas nacionais garantindo o objetivo de redução, as NDCs. No caso do Brasil, um ano após a difusão dos conceitos de REDD+, o país já se preparou para estabelecer o percentual da sua contribuição, mesmo que não tivesse a obrigação explícita. Contudo, o Governo Brasileiro preparava a implantação dos programa de financiamento, e a NDC é uma maneira de mandar um anúncio público do quanto se pretende reduzir até certa data. Dessa forma, países em desenvolvimento interessados em cumprir com obrigações de financiamento para com países emergentes, abrem os olhos para uma possibilidade de investimento nova.
Para se fazer uma Contribuição Nacionalmente Determinada, de modo resumido, é preciso de um dado longínquo de emissões de carbono, e uma estimativa de diminuição até determinada data. Além disso, a transformação da NDC num projeto de lei nacional confere maior credibilidade ao impedir mudanças por opiniões contrárias de governos posteriores no país. Sob essa ótica, a NDC incentiva as políticas financeiras do REDD+, e mais, a efetivação do compromisso da REDD+, proporciona a execução das NDC. As duas relacionam-se numa espécime de protocooperação,  que é prevista no documento oficial do "Marco de Varsóvia". Segundo o programa piloto da GCF, no site do governo destinado à REDD+ e baseado na Conferência das Partes número 19, o resultado obtido pelo financiamento do REDD+ deverá ser utilizado para a formulação de novas metas do NDC, o que também confere um caráter cíclico à cooperação dos dois projetos: cada vez mais, o país emergente aumentará suas metas de redução, por efeito, cada vez mais precisarão de números maiores.  Entretanto, prevê-se no documento a possibilidade de os países emergentes conseguirem em algum momento arcar com os próprios custos sem gerar prejuízos no desenvolvimento de outras áreas, nesse contexto não precisariam dos mecanismos financeiros discutidos, mas, existe apenas uma alusão à ideia, pois nada é estabelecido no que diz respeito até que ponto os países em desenvolvimento não precisariam mais dos países desenvolvidos.
No processo formal de solicitação, normalmente após o estabelecimento da NDC, são os países em desenvolvimento a tomarem a iniciativa. Se há o interesse em ganhar recursos por meio do programa de combate ao desmatamento e à degradação, a Parte interessada deve escolher dois membros entre a equipe profissional da Convenção Quadro das Mudanças Climáticas para atuar nos processos de avaliação dos pedidos de financiamento de outros países. O Marco de Varsóvia absolutamente veta a avaliação de um país por um profissional nacional, nativo do mesmo. Desta forma, os membros escolhidos pelo Brasil ou por qualquer outro continente a solicitar a proposta, devem analisar avaliações de outros países diferentes dos seus. A avaliação em pares é permitida, por exemplo: o profissional brasileiro analisa a Bolívia, e o boliviano analisa o Brasil, contanto que o país do profissional avaliador não receba financiamento do país a ser avaliado. Sendo assim, um profissional do Brasil jamais poderia avaliar o país da Alemanha, pois a nação Brasileira recebe financiamento alemão.
Os profissionais a serem enviados pelos países em desenvolvimento, devem ser formados em áreas específicas vinculadas ao trabalho de análise das emissões/ reduções de emissões. O delimitado nas decisões da COP 19 exige profissionais formadas nas áreas de uso de terras, mudança do uso de terras ou silvicultura, com especificidade do grau de experiência florestal. Conquanto seja obrigatório a escolha de profissionais registrados na lista da Convenção-Quadro, o cadastro de profissionais nacionais aptos na lista é aceito. Nenhum limite máximo é estabelecido no documento de Varsóvia sobre o financiamento, todavia, o limite mínimo é uma dupla, sendo obrigatoriamente constituída por um membro de um país em desenvolvimento, inclusos os nativos do país remetente, e um membro de um país desenvolvidos, os dois cadastrados no mecanismo da UFCCC. A reunião dos profissionais avaliadores ocorre anualmente em Bonn, na Alemanha.
Quanto às obrigações da Parte não avaliadora, ou seja, o país em si, o procedimento tem ainda mais componentes. Antes do texto ser levado ao âmbito internacional, existe um processo interno preparatório para as regulamentações da REDD+, processo este que varia um pouco conforme o Fundo Econômico. Caso abordado o Fundo Verde para o Clima, a sua identidade originalmente internacional influenciou a Entidade responsável pela recepção do dinheiro, assim como o contexto da sua criação. No cenário do programa piloto do Green Climate Fund, o Brasil precisava escolher uma entidade acreditada em treze opções, o que resultou na escolha do Programa das Nações Unidas para o Desenvolvimento (PNUD). De acordo com o site do Governo brasileiro, o Ministério do Meio Ambiente enxergou na entidade do PNUD as metas mais próximas em relação às do Ministério brasileiro. Tendo em vista a sede do Programa das Nações Unidas em Nova York, o título de Entidade Acreditada no Brasil necessitou de secretórios dentro do limite brasileiro. Em contrapartida, o Fundo Amazônia já surge com o foco nacional, dado que boa parte da Amazônia situa-se no Brasil; dessa vez, a entidade escolhida também foi nacional, o Banco Nacional de Desenvolvimento Econômico e Social (BNDES). O BNDES caracteriza-se por um acesso direto nacional. Ou seja, menos burocracia envolvida, pois o acesso é direto. Ainda há de se ter em mente o contexto da criação dos dois fundos. O Fundo Amazônia veio a se concretizar no ano de 2008, o Fundo Verde só veio a ser aplicado oficialmente no ano de 2015. Destarte, a criação do Fundo Amazônia aconteceu cinco anos antes do Marco de Varsóvia, e quase toda a regulamentação das medidas esteve explicita no Fundo de Varsóvia, incluindo o princípio da REDD+ de pagamentos por resultados.
Em vista disso, o procedimento interno varia pela isenção do dever de submeter-se à Secretária geral das Nações Unidas da mesma forma que o GCF deve fazê-lo. No entanto, anos depois da sua criação, o Fundo Amazônia passou a servir como fundo financeiro das REDD+, e para isso precisou adotar medidas em comum, cabe destaque: a atribuição das salvaguardas determinadas para o REDD+ ao projeto Fundo Amazônia e o direcionamento de recursos obtidos para o fortalecimento de fiscalização no território Amazônico.
De volta à iniciativa internacional, o Fundo Verde para o Clima, o Ministério do Meio Ambiente decidiu pelo apoio do Projeto das Nações Unidas. A partir daí, a elaboração dos documentos aconteceria de maneira conjunta entre as duas organizações. Cada Parte deve levar ao julgo do REDD+ um resumo dos níveis de emissão de carbono soltados outrora em comparação com os níveis de carbono usados no segundo parâmetro. Para cumprir com a tarefa, a entidade acredita precisa passar pela aprovação da Autoridade Máxima nacional no tema em questão e pela Comissão Nacional para a REDD+ (CONAREDD+). Neste viés, a autoridade máxima brasileira é o Ministério da Fazenda, e apenas com o consentimento dos dois órgãos, CONARRED+ e MMA, o até então esboço pode ser considerado texto oficial. Posteriormente, o texto consentido deve ser submetido ao secretariado da Green Climate Fund, a fim de obter uma nota conceitual, momento em que a equipe avaliadora entra em questão. Se o Ministério da Fazendo ao invés de responder pelo consentimento, resolve declarar "não objeção" ao documento apresentado, a ordem das coisas muda sutilmente, uma vez que a primeira nota conceitual é deixada para trás, e o documento vai direto para a submissão da proposta, para uma segunda nota conceitual. Todas as formas de elaboração do texto ou de resposta da Autoridade Máxima do Ministério da Fazenda levam para a segunda etapa da avaliação de notas conceituais, mas, ao ministro do MFA determinar uma não objeção, pula-se a primeira nota.

### Elaboração das notas conceituais
A elaboração das notas conceituais depende diretamente da elaboração do documento. Isto é, a Secretária organizadora do Fundo Verde para o Clima não divulga publicamente detalhes do estabelecimento de notas, o que gera opiniões questionadoras do critério usado no meio midiático, por alegações de que o Fundo continuou liberando para o Brasil enquanto o desmatamento crescia. Entretanto, o GCF deixa explícito nas definições adotadas em Varsóvia o que será avaliado, apenas não atribui notas correspondentes.
As Equipes de avaliação, compostas de maneira mista por países desenvolvidos e em desenvolvimento, exigem dos países uma explicação dos conceitos colocados. Fica à critério do país escolher quais parâmetros serão abordados no documento enviado, o nível de comparação inicial, o período abrangido, e o ano de comparação final. Com a ressalva de que esses parâmetros precisam ser explicados ao Comitê avaliador do modo mais transparente possível, das poucas regras universais imutáveis no fazer das propostas de financiamento está a obrigação de respeitar as Salvaguardas estabelecidas em Cancún, na Conferência das Nações Unidas sobre as Mudanças Climáticas de 2010, e a exposição de níveis de emissão de carbono florestal e/ou o nível de referência florestal. A submissão dos processos ao Comitê da Equipe Avaliadora terá até oito meses para oferecer como produto uma síntese dos informes, feita pelos profissionais especialistas designados. Depois de um ano da elaboração da síntese, será tudo reavaliado pelo Órgão Subsidiário de Assessoramento Científico e Tecnológico. Do início ao fim do projeto existem trocas de avaliações, seja entre os países que podem avaliar uns aos outros pelos representantes das áreas de silvicultura, uso de terras, e mudança no uso de terras, seja pela avaliação da equipe às propostas dos países e a pós-avaliação pelo órgão científico e tecnológico.
Dentro do processo de elaboração, o país interessado em receber a ajuda financeira deve explicitar qual foi o período abrangido nas emissões de carbono florestal, o porquê da escolha daquele período, e a justificativa para esse período específico ter sido escolhido e outros terem sido omitidos. A qualquer momento os países que submetem suas propostas podem mudara os níveis de referência de emissões florestais escolhidos, e se isso acontecer, deve do mesmo modo haver uma justificativa para o motivo da troca, e a comunicação da mudança para a equipe avaliadora. O documento da COP 19 argumenta que com os pedidos de mudança a equipe terá um prazo maior para entregar de volta o documento de síntese. Além do mais, existe a possibilidade legal de os países emergentes mandarem um número no documento de submissão e declararem preferência pela utilização de outro dado de referência na Política Externa. Esse processo de acato aos regulamentos da GCF na REDD+ pode ser auxiliado por  países em desenvolvimento, aliás, as decisões de Varsóvia convidam os países desenvolvidos a ajudar na determinação dos níveis de referência das emissões florestais, sendo um trabalho exclusivamente voluntário.
Alguns outros pontos avaliados na elaboração da nota conceitual seriam a estima de até que ponto os níveis de referência de emissões florestais e/ou o nível de referencia das florestas são coerentes com as emissões correspondentes por fontes antropogênicas ou pela absorção dos sumidouros de carbono (comparação dos diferentes tipos de emissões, contando inclusive com a absorção); o critério usado pra definir as referencias; o grau de transparência, coerência e exatidão, em conjunto com uma necessária explicação da metodologia utilizada; a área de floresta englobada; o detalhamento dos planos montados com os recursos e às semelhanças do plano com os objetivos do GFC; o conceito de floresta abordado; entre outros. Em síntese, a nota depende do alinhamento das informações observadas nos dados, com o discurso concebido (esclarecimento da metodologia) e com as metas do fundo climático. As partes ficam, a partir das decisões da Conferência, livres para esclarecer um dado selecionado da proposta, no momento de envio ou até mesmo depois de deixar em mãos da Secretaria. Outrossim, a Equipe Avaliadora está livre para pedir esclarecimentos do escrito a qualquer momento. Por fim, todas as quantias de emissões de gases de efeito estufa na floresta carecem conversão em dióxido de carbono, ainda as futuras conquistadas pela recepção dos recursos.

### Secretariado do GCF + Conselho do GCF
O processo de entrega aos avaliadores encarregados e o retorno das síntese por eles elaborada leva, ao menos um ano. É quando o papel fica restrito aos secretários do Fundo, sem interferência de profissionais de áreas florestais. O secretariado deve delimitar com base nas notas conceituais conferidas aos países em desenvolvimento, a quantidade de dinheiro a ser recebida. Tal processo acontece por uma proporção no saldo total disponível em relação com a nota, exceto pelo limite máximo de trinta por cento do valor total para cada país beneficiado; outrora, isso significou cento e cinquenta milhões de reais. No papel de último órgão decisório, está o Conselho do Fundo Verde para o Clima, que irá concordar ou negar o pré-estabelecido e elaborar o arranjo legal; em outras palavras, o financiamento do dinheiro.

## A questão do Mercado de Carbono
O mecanismo de Redução de Emissões por Desmatamento e Degradação costuma ser associado diretamente ao Mercado de Carbono, porém, os dois não são sinônimos. É cabível mencionar o mercado de carbono ao REDD+, porque ambos estão ligados ao conceito de crédito de carbono, mas apenas o Mercado de Carbono tem interesse no uso de créditos para compensação nas metas climáticas. A Conferência das Partes de Varsóvia entendeu créditos de carbono da mesma forma pela qual o Fundo Verde Para o Clima e o Fundo Amazônia a usam, pagamentos por resultados. Todavia, essa tendência está mudando com a nova discussão da inserção de Créditos de Carbono dentro de um Mercado Global.
Em pequenas esferas, já haviam estados com iniciativas privadas de adoção do Mercado de Carbono, como o Pará e o Acre. O Marco de Varsóvia nem proíbe nem permite, sendo assim, a medida não é ilegal, mas a REDD+ não admite dentro dos seus conceitos de crédito de carbono o uso para compensação interna das emissões de GEE. Com essa decisão, países desenvolvidos buscaram estados agindo de maneira voluntária (i.e. independente) por mecanismos mercadológicos, o que implica uma vigência de um Mercado de Carbono Voluntário. Nos dias de hoje, com a Conferência das Nações Unidas sobre mudança climática no Azerbeijão (COP 29) e com a futura Conferência das Partes em Belém (COP 30), espera-se a realização de definições para um Mercado de Carbono Regulamentado. Nessa perspectiva, o Brasil vinha tentando a aprovação do Projeto de Lei 182/2024, segundo o Senado, para levar à Conferência das Partes de 2024. Contudo, a votação atrasou uma semana do previsto, e veio a ser discutida concomitantemente à realização da COP 29. A ideia da admissão de uma Lei nacional regulamentadora do Mercado de Carbono tem origem há mais de um ano, mas por conta de vetos e impasses, precisou ser repassada algumas vezes na Câmara de Deputados.
Vários países do G20 já adotaram o Mercado de Carbono em território nacional, e o Brasil seria um dos poucos atrasados na proposta. Um dos que não ficaram satisfeitos com versões anteriores foi o setor da Agropecuária; como o Brasil tem grande parte das suas emissões líquidas vindas do setor da agricultura em conjunto com o pecuário, não foi bem aceita a proposta de taxação, e os agricultores pediram uma parte do percentual arrecadado pelo Mercado. Outros insatisfeitos com a proposta são alguns dos ambientalistas, tais quais o Green Peace e a ativista sueca Greta Thunberg. Na visão deles, a adoção de um Mercado de Carbono funcionaria de maneira retrógrada aos avanços, a partir do desvio da intenção principal de reduzir emissões de carbono na atmosfera. O mecanismo mercadológico está baseado na mitigação dos compromissos dos países industrializados pela compra de créditos com países desenvolvidos. Então, na prática, se antes os países desenvolvidos precisavam fornecer uma quantia proporcional a suas emissões atmosféricas dentro do valor anual fornecido, acrescentados da obrigação comum a todos de cumprir com metas nacionalmente determinadas, com a adoção do Mercado de Carbono, os países desenvolvidos podem continuar poluindo sob a compra de créditos de carbono para outros países.

### Processo de Admissão da Lei para o Mercado de Carbono
Um Presidente, um ministro, um senador, um deputado ou a sociedade civil, tem direito de pedir por um Projeto de Lei. Cada qual com requisitos, principalmente no caso da sociedade civil que deve contar com a assinatura de um percentual de um por cento do eleitorado nacional - e precisa estar distribuído em cinco estados, cada um com zero vírgula zero três dos eleitores cadastrados. Destarte, no Brasil foi criado o Projeto de Lei 182/24 pelo Deputado Federal Jaime Martins, com a alteração das Leis anteriores nº: 12.187,12.651, 6.385, 11.033 e 6.015. O primeiro passo é a elaboração formal, por escrito, do Projeto de Lei, a ser realizada por Jaime. Em seguida, é necessária a passagem por três Comissões para o Mérito do documento. A maioria dos casos de aprovação de uma Lei ficam restritos a uma Comissão Especial elaborada em prol do tema discutido, passa pelo Senado, mas não pelo Plenário. Diante disso, vê-se que o caso tratado pelo Projeto de Lei 182/2024 é fora do usual, pois passou por uma Sessão de Plenário deliberativa e um todo de cinquenta e nove emendas, a última feita em 13 de novembro de 2024, pela Senadora Leila Barros (PDT/DF).
Posterior à instância mais básica de aprovação, as câmaras, os projetos são divididos em tipos distintos, aqueles que alteram o mecanismo financeiro do país, e os que não alteram. Como o Projeto de Lei do Deputado Federal Jaime Martins visa uma adoção de Mercado nacional, entra na classificação de projetos com impactos financeiros, e mesmo objetivos financeiros. Por consequência, o Conselho Federal dos Técnicos Industriais (CFT), o órgão governamental regulador de atividades técnicas, precisa checar e aprovar o documento. Sem tardar, será enviado à Comissão de Constituição e Justiça e de Cidadania (CCJC), para chegar por qualquer um dos caminhos até o Senado Federal. Caso seja traçado um caminho mais longo, o Plenário, o documento com o Projeto de Lei deverá retornar para o Senado, caso contrário, o protótipo de lei em avaliação será mandado direto para o Senado e não passará pelo Plenário no trajeto de aprovação. A requisição de uma sessão no Plenário só poderá ser pedida pelo Presidente da Câmara (do Senado) ou por vereados quando o projeto estiver em movimentação por mais de sessenta dias, normalmente, o último caso acontece quando o assunto está dentro da lista de seis proposições com especificidades, merecedoras de uma avaliação por Plenário. Dentre elas, projetos orçamentários e de vetos.
O terceiro passo seria a passagem pelo Senado, se não tiver passado de modo direto, e somente se o Plenário aprovar pela maioria dos votos. Uma única alternância de opiniões numa das instâncias, como uma discordância no Senado, a adição de uma emenda, ou a substituição de parte do Projeto de Lei, leva ao recomeço do processo desde a aprovação da Câmara dos Deputados. Por conseguinte, ainda que o Plenário seja convocado em situações exclusivas, e que o Senado aconteça como um terceiro ou quarto avaliador, as divisões do Congresso dependem umas das outras, a fim de garantir o equilíbrio de poderes. Também significa que se o Projeto de Lei para o Mercado do Carbono teve 59 emendas, no todo, deteve, em teoria, pelo menos 120 passagens; 59 no Senado, 59 "rebates" pela Câmara de Deputados, a proposta inicial feita pela Câmara, e por último o CCJC mais o CFT, totalizando 121.
Atualmente, a medida já foi aprovada pelo Plenário de Senadores Federais e consentida em uníssono com a Câmara de Deputados. A última alteração pela Senadora Federal Leila Barros, ou pela sua alcunha, Leila do Volêi, gerou vários aclames positivos no Congresso por ter conciliado os interesses dos senadores do Plenário.  De acordo com a relatora e senadora Leila Gomes de Barros Rêgo, a aprovação consensual pelo Senado no dia 13 de novembro, bem qual o retorno da aprovação pela Câmara dos Deputados define um marco histórico para o Brasil. O corrente status do Projeto de Lei 182/24, que dispõe sobre o Mercado de Carbonos, identifica-se no fim dos estágios de aprovação, a encomenda do documento para o Presidente da República. Esse tem o direito de vetar uma parte do submetido, a aprovação total, ou o veto completo. O prazo estabelecido para a sanção ou veto do determinado pela Lei do Mercado de Carbono dura do intervalo de vinte e seis do novembro até treze de dezembro de 2024. Em casos de veto, o projeto volta ao Congresso Nacional e pode ser modificado para uma nova votação.

### Operação do SBCE
Ao fim de todo o Processo de passagem no Congresso, a lei aprovada pelo Senado criará o Sistema Brasileiro de Comércio de Emissões de Gases de Efeito Estufa (SBCE). Nesse Sistema, o Brasil poderá participar de várias maneiras diferentes, contanto que siga as diretrizes da Política Nacional sobre a Mudança do Clima (PNMC); não obstante o Sistema de Comércio ainda esteja sem um marco regulatório, a Política Nacional sobre a Mudança do Clima foi criada em 29 de dezembro de 2009, e aprovada no ano de 2010, com veto de dois incisos e um artigo. Ou seja, a intenção de criar um Mercado Brasileiro de Redução de Emissões (MBRE) data da década passada, só que não se chegou a consensos de como funcionaria o passo a passo do Mercado a nível nacional, apenas regional ou estadual. Conforme dita o dicionário da Oxford Languages, um sistema seria um conjunto de elementos intelectualmente organizados, e, por muito tempo, a organização dos esforços para o mercado de carbono brasileiro falhou em fazer a organização esperada para a operacionalização do MBRE.
A seguir a ordem temporal, a PNMC decreta princípios e regras nos quais serão embasadas as ações do MBRE e, portanto, do SBCE. Dentre elas, a política nacional da venda de emissões determina quem pode participar ativamente (i.e. economicamente) do Mercado que será elaborado; quem será beneficiado com a instituição do mercado; prevê a integração econômica com objetivos do desenvolvimento sustentável; incentiva a participação no desenvolvimento das ideias contra mudança climática por todas as formas de governo (federal, estadual, distrital e municipal), do meio acadêmico, dos setores produtivos, da sociedade civil organizada; promove o alinhamento do desenvolvimento econômico por comercialização de emissões com acordos feitos nas Conferências das Partes, (cita-se o Protocolo de Quioto e o Acordo de Paris). Também delimita todos os que estarão inseridos no processo da PNMC, são eles: o Comitê Interministerial sobre Mudança do Clima, a Comissão Interministerial de Mudança Global do Clima, o Forúm Brasileiro de Mudança do Clima, a Rede Brasileira de Pesquisas sobre Mudanças Climáticas Globais (Rede Clima) e a Comissão de Coordenação das Atividades de Meteorologia, Climatologia e Hidrologia. Dessa maneira, a Lei da PNMC, número 12.187/2009 declara o seu papel de direcionar leis subsequentes a serem criadas.
Quando a Política da PNMC determinou pela 12.187/2009 quem poderia participar ativamente do mecanismo do Mercado Brasileiro de Redução de Emissões, o Sistema Brasileiro de Comércio de Emissões dos Gases de Efeito Estufa acatou o proscrito e especificou exatamente os modos pelos quais poderiam participar. Qualquer empresa privada, estadual, estado por meio de governanças locais, ou até mesmo pessoas físicas, fora de organizações sociais, pode investir no MBRE. Isso estimula a circulação da "moeda", do crédito de carbono. A implementação da medida para todas as pessoas e instituições da sociedade permite que um cidadão interessado em investir no SBCE compre créditos de carbono e revenda posteriormente para as empresas, e outras instituições, tomando face de um mercado investidor similar ao de qualquer outra moeda. Há argumentos de que  num sistema de mercado financeiro, poderia cumprir-se com as quantidades estabelecidas de mitigação de GEE, pois num mecanismo compensatório, mais pessoas estariam dispostas a participar. O SBCE tinha como um dos seus principais defensores o Governo dos Estado Unidos, e a participação dos Estados Unidos numa ação de investimento funciona muitas vezes, como um selo de credibilidade para que outros países e empresas comecem a investir, retomando ideias da ministra Marina.
Algumas determinações técnicas também foram feitas. Definiu-se que um crédito de carbono é igual a uma tonelada de dióxido de carbono (não liberada na atmosfera, para contabilizar como "crédito"). Ademais, o Sistema de investimento nas moedas é aberto para todos, mas as partes interessadas devem ser regulamentadas para o exercício da função de venda; aqui, novamente, a parte interessada é aquela que fornece serviços de redução das emissões de carbono, e a parte negociadora seria a poluente. Para os vendedores interessados, a moeda do crédito de carbono advém dos Certificados de Redução/ Remoção Verificada de Emissões (CRVE) e, como autodenominado, precisa passar por um procedimento de verificação, o qual o SBCE começa a determinar. Pelo oposto, as partes poluentes não produzem CRVEs, apenas Cotas de Emissão Brasileira (CEB), essa é a "moeda" deles, que almeja a troca por CRVEs. Na prática, apenas as CRVEs tem valor de mercado, as CEBs simplesmente denominam os gases liberados pela empresa, uma ação indesejada e no plano principiante do sistema brasileiro de comércio de GEE, gases que não são facilmente contidos, por razões tecnológicas ou semelhantes. Desse modo, as CEB seriam emissões indesejadas e visam sempre a troca por CRVE, a verdadeira moeda dos setores poluentes é, de fato, o dólar, para possibilitar a troca por mecanismos de compensação.
Têm-se alguns meios para a obtenção dos certificados redutores, os interessados podem tanto apresentar níveis de referência passados comparados aos níveis presentes, capacitando empresas de produzirem créditos de carbono pela diminuição das emissões em suas atividades, e podem surgir pela manutenção, conservação e proteção de áreas florestadas, no modelo de Áreas Permanentemente Protegidas (APP). O reconhecimento dessas áreas depende da sujeição dos administradores dos locais à regulamentação do SBCE, e, acima de tudo, da vontade pessoal de participar do MBRE. Quer dizer, o nome "regulamentação" em substituto do "Voluntário", delimita o aspecto formal adquirido pelo SBCE, em momento algum deixa de ser uma iniciativa optativa.

### Diferenças REDD+ X Mercado de Carbono
De início, deve se ter em mente que o Mercado de Carbono pretende a inclusão dentro dos mecanismo de REDD+, ainda que não se resuma a ele; o MBRE pode ser visualizado consoante a um polígono inscrito na circunferência maior, o REDD+. Esses dois não se contrapõem, nem se igualam, o REDD+ surgiu para combater reduções derivadas de desmatamento e degradação e passou a englobar os Fundos Mundiais para a mitigação das Mudanças Climáticas. Afinal as Conferências das Partes possuem vários fundos, a ver, o Fundo de Perdas e Danos e fundos de adaptação das mudanças climáticas, apenas alguns deles envolvem o combate direto ao lançamento de emissões dos Gases de Efeito Estufa na Atmosfera. Por esse ponto de vista, o Mercado de Carbono compartilha a ambição de atuar na mitigação climática, entretanto, diverge no meio de fazê-lo.
A redução de emissões de carbono por degradação e desmatamento busca evitar a devastação das vegetações retentoras de carbono. No entanto, a ideia de um "crédito de carbono" da REDD+ é meramente para o financiamento. Não existe nenhuma referência a créditos na redução da mitigação determinada pelo país, as NDCs. Os países em desenvolvimento e tampouco os países desenvolvidos recebem créditos de mitigação de emissões de carbono, até agora, pelo projeto nacional do REDD+. Indiretamente, o fundo financeiro recebido por países emergentes entrará novamente nos projetos de conservação, manutenção, reflorestamento, desenvolvimento sustentável, proteção de comunidades tradicionais, entre outros. À vista disso, a longo prazo, os países em desenvolvimento conseguiriam maiores recursos  financeiros para investimento climático, e isso significaria agilizar políticas internas para consagração da NDC. Já para os países em desenvolvimento arrendatários, é uma obrigação a ser cumprida, mas também pode eventualmente ser contabilizada dentro do que lhe cabe dos cem bilhões anuais para as mudanças climáticas.
Outro ponto é que o Brasil no REDD+ atua tão somente como um produtor de créditos de carbono, buscando alianças com países desenvolvidos. Pela lógica do PNMC e do SBCE, o Brasil estaria apto a atuar como vendedor e comprador no Mercado de Carbono, ora pela venda de CRVEs, ora pela compra dos créditos de carbono, abrindo uma nova perspectiva de duas facetas.  Além disso, a REDD+ afirma no site oficial que o surgimento também estaria entrelaçado com a finalidade de cumprir com as metas da Convenção-Quadro das Nações Unidas sobre a Mudança do Clima, possibilitando que os países enviassem parte da arrecadação anual para um fundo de mitigação climática, sendo este o Fundo Amazônia, o Fundo Verde para o Clima, ou ainda outros que pertencem ao REDD+ mas não foram citados no artigo por serem aplicados em áreas diferentes da Amazônia. Igualmente, o Mercado de Carbono quer promover estradas para os países cumprirem com a CQNUMC, no entanto, o foco do MBRE seria a facilitação do cumprimento de metas de mitigação dos países desenvolvidos. O que difere do funcionamento atual da REDD+, que objetiva o cumprimento do financiamento por países desenvolvidos, e a promoção da acessibilidade para países em desenvolvimento realizarem os números da suas NDCs. Na medida que os países com maior poder econômico comprarem CRVEs de países emergentes, será favorecido o desenvolvimento econômico dos países em desenvolvimento, tal como na REDD+. Por fim, o Mercado de Carbono anseia a atuação na Amazônia e em outros biomas, ao encontro do Fundo Amazônia na REDD+.
Até agora, a REDD+  não modificou as condições de atuação escritas no seu site oficial, referentes ao funcionamento oficial acontecer por financiamento, e ausência de permissão para um Mercado de Carbono. Mas, páginas de Organizações sobre o Projeto de Lei já mencionam o programa do REDD+. 

## Desmatamento na Amazônia
Em conformidade com as políticas de governança do Fundo Amazônia no Decreto número 11.368 de primeiro de janeiro do ano passado (2023), a emissão de diplomas aos doadores do fundo ocorrerá mediante a administração de um Comitê Técnica do Fundo Amazônia (CTFA) e a metodologia dos cálculos terá por base "redução efetiva de Emissões de Carbono Oriundas de Desmatamento (ED). Nesse caso, uma "redução efetiva" abre lacunas quanto à forma pela qual essas reduções de emissões de carbono deveriam ser contabilizadas. Pelo oposto, o termo "emissões brutas"  presentes nas relações de financiamento com o Fundo Verde para o Clima explicitam o modo de funcionamento por níveis de referência de emissões brutas, no Brasil denominado Nível de Referência de Emissões Florestais Nacional (FREL Nacional). Essa diferença deve-se ao fato de que o Fundo Verde para o clima é uma entidade operacional da Convenção Quadro das Nações Unidas sobre Mudança do Clima, e o Fundo Amazônia é um mecanismo unicamente financeiro, ora pode receber os recursos arrecadados pelo projeto do REDD+, ora recepcionar doações de empresas nacionais, internacionais, e até pessoas físicas. Por assimilação, a partir do momento que o Fundo Amazônia recebe fundos financeiros do REDD+, o fundo amazônico está recebendo quantias pelo sistema de pagamentos por resultados, a única forma pela qual a REDD+ atua até o momento. Todavia, o Fundo Amazônia vigorava antes mesmo do REDD+, e já funcionava por doações bilaterais, sem o processo regulamentador da FREL que obriga o uso de dados referentes as emissões brutas.
Sob esse ângulo, as reduções efetivas de emissões de carbono oriundas do desmatamento na Amazônia, enquanto na captação do Fundo Amazônia, pode ser feita tanto pela redução do desmatamento no território da Amazônia Legal propriamente dito, quanto pelo reflorestamento de vegetações nativas do bioma para que essas fixem o gás carbônico oriundo da atmosfera como estoque nas raízes do solo ou consumam no processo fotossintético, visto que o Fundo Amazônia acolhe recursos financeiros para além dos recursos do REDD+ e seus subsequentes deveres impostos. Conquanto não se conte apenas com emissões brutas, há várias maneiras para a realização da diminuição de gás carbônico da atmosfera resultante do desmatamento na floresta Amazônica, uma delas, a mencionada conservação da mata natural. Graças à versatilidade na atuação do Fundo Amazônia, ele trabalha para diferentes planos, tal como o Plano de Ação para Prevenção e Controle do Desmatamento na Amazônia Legal (PPCDAm). Este plano foi criado em 2004 em razão dos altos índices de desmatamentos antes da medida.

### Comparativos do Desmatamento na Amazônia
Segundo o Projeto de Monitoramento do Desmatamento na Amazônia Legal por Satélite (PRODES), do número de  vinte e um mil quilômetros quadrados no ano de mil novecentos e oitenta e oito, decresceu-se ao número de onze mil quilômetros quadrados no ano de 1991. Do ano de 1985 ao ano de 1990 o governo brasileiro estava nas mãos do político maranhense José Sarney, vice-presidente de Tancredo Neves eleito por conta da morte do mesmo. No seu mandato, foram anunciadas as eleições diretas para presidente, quebrando com o padrão anterior dos governos de Ditadura Militar, por exemplo do seu precedente João Figueiredo. Na medida que José Sarney conquistou direitos da democracia, promovendo votos para analfabetos e permitindo as eleições diretas, o seu governo deixou para a época dos anos oitenta a nomenclatura "década perdida", marcado por crises internas e baixo desenvolvimento econômico. Nesse sentido, os dados de menor exploração da floresta Amazônica não necessariamente representam uma missão do presidente, visto pois que aquele número, ainda que reduzido, era considerado alto pela mídia e países internacionais afora. De 1992 até 1995 o Brasil chegou ao seu ápice entre todos os dados disponíveis pela PRODES, com mais de vinte e nove mil quilômetros quadrados desmatados, no governo de Itamar Franco até o governo de Fernando Henrique Cardoso, no ano da máxima registrada. Durante o ano da gestão de Itamar Franco, Fernando Henrique Cardoso foi nomeado para encarregar-se do Ministério da Fazenda, local no qual exerceu políticas de privatizações e criou o Plano Real, no objetivo de trocar o Cruzeiro (moeda da época) para o Real, tal medida conteve por um tempo os prejuízos da hiperinflação na ditadura militar. Um ano depois, ao ser questionado com os dados, Gustavo Krause, o ministro do Meio Ambiente dos Recursos Hídricos e da Amazônia Legal no governo de Fernando Henrique Cardoso, apontou para a redução do ano de mil novecentos e noventa e cinco para o ano de mil novecentos e noventa e seis, que segundo ele, estaria relacionado com o cancelamento dos incentivos fiscais às indústrias agropecuárias na região amazônica. Em efetividade, do ano de 1995 ao seu procedente, o desmatamento diminuiu mais do que dez mil km².
Contudo, ainda no governo de Fernando Henrique, foram lançados os projetos: Programa Brasil em Ação e o Programa Avança Brasil, buscando construção de infraestrutura (rodovias, usinas hidrelétricas) o que aumentava a degradação florestal e o desmatamento na Amazônia.Como resultado, as projeções de desmatamento do ano de 1996, se assim continuassem até o ano de 2020, causariam a emissão de cinquenta a noventa e dois milhões de toneladas de carbono por ano. Na defesa feita pelos proponentes do plano Avança Brasil, argumentou-se que  nenhuma rodovia nova estava sendo construída, no entanto, a pavimentação de sete mil e quinhentos quilômetros de rodovias permitia o acesso dos madeireiros ilegais às áreas de mata virgem. Com toda a situação e divulgação do assunto, a população pressionou o governo de Cardoso a assinar a medida provisória número 1.551, em vinte e cinco de julho de 1996,a qual deliberava sobre a porcentagem de área a ser conservada dentro de cada propriedade, locais permitidos para o avanço do desenvolvimento e adoção de práticas de manejo sustentável. Pela influência da medida provisória ou não, os níveis de desmatamento estabilizaram até o fim do governo de Henrique. De 2002 até 2004, houve novamente uma alta nos números de desmatamento, no primeiro mandato do presidente Lula da Silva, chegando no auge do desmatamento em seu governo com vinte e sete mil km² no ano de 2004 porém, logo o número baixou para os sete mil e quinhentos km² em 2009, um ano antes da governança da ex-presidenta Dilma Roussef. O número manteve-se abaixo dos dez mil desmatados por um período de quase dez anos, até o ano de 2019. Antes disso, no governo de Michel Temmer, após o impeachment de Dilma, o número voltou a aumentar em relação a maioria dos anos no governo de Roussef em quais o desmatamento alcançava um número igual ou menor em relação ao ano anterior.

## Historiografia da REDD+
A Conferência das Partes número nove em Milão, na Itália, houve a primeira menção de um sistema que pudesse oferecer uma recompensação por retenções de carbonos advindas das florestas nativas de países em desenvolvimento (países emergentes, em outro modo de dizer), apesar de hoje certos países classificados dentro da  categoria "em desenvolvimento" elevarem debates nas Conferências das Partes sobre quais seriam realmente os países em desenvolvimento e os países desenvolvidos, como a China, que é considerada um país em desenvolvimento, porém possui uma das maiores economias globais. De acordo com o relatório de Paris adotado em 2015, documento histórico da Conferência da Nações Unidas sobre a Mudança do Clima, os países em desenvolvimento deveriam colaborar com a mitigação climática de forma proporcional aos impactos históricos causados por eles resgatando o princípio da CQNUMC sobre "responsabilidades comuns, mas diferenciadas". Nesse viés, os países em desenvolvimento não apresentavam de início obrigações de contribuir com  na frente: iNDC.ue alguns países, tais quais o Brasil, almejavam um projeto que pudesse recompensá-los pela retenção de carbono exercida naturalmente por sua floresta tropical. Por resultado, ao lançar do Acordo de Paris, o Brasil soltou publicamente sua primeira meta de contribuição nacionalmente determinada (NDC), que levava à época um "i" na frente: iNDC.
Como o compromisso era independente, isto é, a nação brasileira estava desobrigada de contribuir com reduções de mitigação de carbono, adotou-se o nome iNDC para especificar que a contribuição era nacionalmente pretendida, então, surgiu o termo do inglês "Intended Nationally Determined". Com a adoção do Acordo de Paris, por sua ratificação, assinatura, ou outros meios similares, a Intended Nationally Determined perde a sua primeira palavra de composição, pois o compromisso vira uma meta oficial do governo. Vale ressaltar que o período de Criação do Acordo de Paris foi apenas em dois mil e quinze, enquanto o governo brasileiro já tinha princípios de projetos para redução de compensações em dois mil e três, desse modo, de nenhuma maneira poderia ser uma contribuição nacionalmente determinada "oficial". No entanto, a ausência de oficialização da meta em momento algum impediu que o país fosse atrás do projeto do REDD. Pouco tempo depois, na Conferência em Montreal, no Canadá, chamada de COP 11, a representação da República Federativa do Brasil insiste na ideia de uma compensação, agora, mais desenvolvida, com a ideia de redução de emissões por meio das florestas, e com o apoio da Costa Rica e Papua Nova Guiné, união que  ficou conhecida por "Coalizão de Nações Tropicais".
Pela primeira vez, com a união dos países detentores de florestas tropicais, conseguiu-se incluir na pauta das negociações internacionais a possibilidade de compensar estes países por a sua função em manter o funcionamento dos ecossistemas responsáveis por diminuir a quantidade de gás carbônico mundial. No mesmo ano de dois mil e onze, foi formado o Grupo de Trabalho Interministerial sobre REDD+, com participantes da dada Casa Civil (CC), Secretaria de Assuntos Estratégicos (SAE), Ministério da Agricultura, Pecuária e Abastecimento (MAPA), Ministério da Ciência, Tecnologia e Inovação (MCTI), Ministério da Fazenda (MF), Fundação Nacional do Índio (Funai), Serviço Florestal Brasileiro (SFB), Ministério das Relações Exteriores (MRE), e outros. Até os dias de hoje o grupo prevalece (2024), esse grupo visava elaborar uma estratégia nacional para a efetuação das Reduções de Emissões por Desmatamento e Degradação, a qual posteriormente ganhou o nome "ENREDD+". Em seguida, no ano de 2006, 2007 o REDD sem o mais passou a ser tratado por uma nova proposta apresentada pela delegação brasileira, invés da ideia de créditos de carbono, ascende a alternativa de compensar os países em desenvolvimento por meio de doações, ajudando assim para a entrada oficial dos países do Sul Global (i.e. países em desenvolvimento) na mitigação das mudanças climáticas. Dessa forma, o REDD ganhou aceitação internacional e recebeu uma decisão ao decorrer da COP 13, em Bali, Indonésia,  para que fosse desenvolvido um mapeamento no que diz respeito aos modos de implantação da ideia sugerida, indiretamente, dando pra o Brasil aproximadamente cinco anos para preparar-se.
Sob essa mesma ótica, em 2010, na Conferência das Partes em Cancún, no México, germinaram as "salvaguardas". Elas serviriam para guiar o caminho das medidas a serem tomadas na elaboração da estratégia do REDD, atitudes que os governos interessados devem tomar para evitar riscos no desempenho e na elaboração das ações. Cada país é incentivado a fazer suas próprias salvaguardas, contanto que fossem transparentes e detalhadas, para uma futura apresentação na Conferência das Nações Unidas sobre a Mudança do Clima. Em outras palavras, as salvaguardas seriam pontos a se considerar antes de elaborar as ações de mitigação, por exemplo: se as áreas suscetíveis a modificações frente ao desenvolvimento do REDD+ afetariam as comunidades tradicionais, como os indígenas; a necessidade de garantir a não propagação dos efeitos climáticos negativos para outros biomas brasileiros, caso mitigadas as consequências na Amazônia; a participação de esferas diferentes na composição do REDD, e, consequentemente, do ENREDD+, além de um pedido por transparência nos processos, inclusive os de contabilização.
A elaboração das Salvaguardas em 2010, foram discutidas amplamente dois anos depois, pela ENREDD+. Através da participação da sociedade civil, de empresas privadas, representantes ameríndios, Ministério do Meio Ambiente (MMA), Ministério da Fazenda (MF), Ministério de Ciência, Tecnologia e Inovação (MCTI), Ministério de Relações Exteriores (MRE) e do Ministério de Planejamento e Orçamento (MPOG). Realizou-se uma força com diversos constituintes das camadas sociais a fim de ouvir os representantes de classes mais vulneráveis às mudanças climáticas o que elas gostariam de acrescentar/ delimitar na Estratégia Nacional para elaboração de salvaguardas. Em seguida, no ano de dois mil e treze, a ENREDD+ fez o documento oficial. Entretanto, com o Marco de Varsóvia, o documento precisou ser trocado para condizer com as expectativas da Conferência do clima de Varsóvia, a qual regulamentava, dentre outras coisas, a maneira pela qual os países em desenvolvimento seriam avaliados para receber o financiamento dos países desenvolvidos. Por último, com a já formulação das políticas de salvaguardas, os meios de financiamento e a ENREDD+, assegurou-se a criação da Comissão Nacional para a Redução de Emissões por Desmatamento e Degradação (CONAREDD+).

## Ver Também
- Compensação de Carbono
- Plano ABC+
- Sistema Brasileiro de Coleta de Dados Ambientais
- Sistema Nacional do Meio Ambiente
- Governança ambiental na Amazônia
- Dado ambiental